# 楊得春
楊得春（1523年—？年），字東卿，直隸保定府清苑縣人，民籍，明朝政治人物。

## 生平
嘉靖二十五年（1546年）丙午科順天鄉試舉人。嘉靖二十九年庚戌科第三甲第二百二十二名進士。

## 家族
曾祖楊斌，祖楊進，父楊鏞，母張氏。